# Алтайский сокол
Алтайский сокол (Falco cherrug altaicus) — это крупный сокол, классификация которого дискуссионна. Предполагается, что это подвид балобана (Falco cherrug).
Алтайский сокол гнездится в пределах относительно небольшого ареала в Центральной Азии, в горах Алтая и Саян. Его гнездовой ареал частично совпадает с намного большим гнездовым ареалом балобана (Falco cherrug). Возможно, алтайские соколы — это или гибриды балобана с кречетом (Falco rusticolus) или потомки таких первоначально редких гибридов, смешавшихся с многочисленной популяцией балобанов. В настоящее время данные молекулярно-генетических исследований не позволяют ни доказать ни опровергнуть ни одну из 2 вышеприведённых гипотез. Кречеты в ареале алтайского сокола не гнездятся, встречаясь там редко и только зимой. Холодные высокогорные луга указанного региона — это среда обитания, промежуточная между типичной средой обитания балобанов (то есть равнинными степями умеренного климатического пояса) и типичной для обитания кречетов арктической тундрой. В неволе балобан и кречет легко скрещиваются.
Таким образом, есть основания предполагать, что алтайский сокол — это подвид балобана: Falco cherrug altaicus. Алтайский сокол обычно крупнее балобана. Существуют 3 разновидности алтайского сокола: буроватая, сероватая и с красноватой спиной.

Ранее алтайский сокол приручался и пользовался в Центральной Азии популярностью как ловчая птица. Этот факт — одна из причин того, что некоторые учёные считают турула — птицу из венгерской мифологии — именно алтайским соколом.